# BAC 1-11

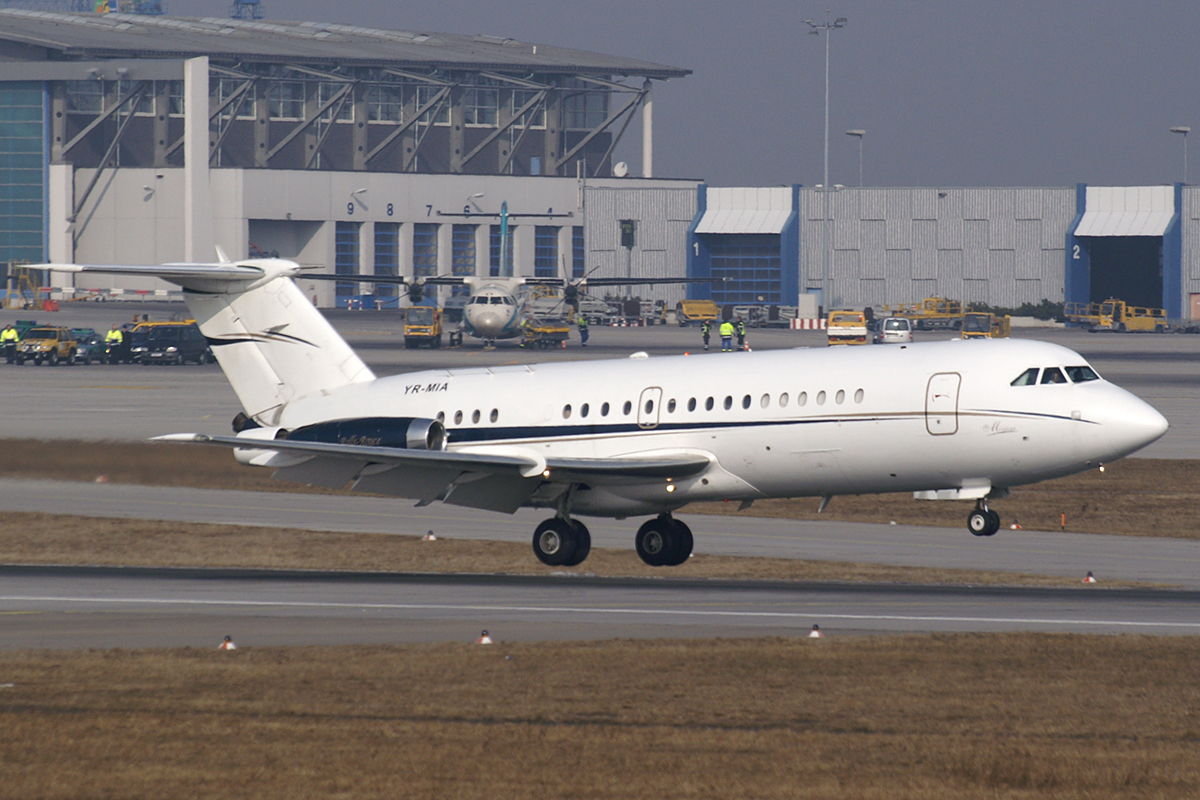
Um BAC 1-11 particular no aeroporto de Stuttgart

O BAC 1-11, também conhecido como BAC One-Eleven, é um avião a jato de curto alcance desenvolvido pela Hunting Aircraft e produzido pela British Aircraft Corporation (BAC) após a Hunting ter se fundido com outras empresas britânicas em 1960. Foi um dos mais bem sucedidos modelos produzidos no Reino Unido, tendo sido largamente utilizado desde o início da década de 1960 até sua aposentadoria na década de 1990 devido a problemas de restrições de ruído.
O 1-11 foi desenvolvido para substituir o modelo com motor turboélice Vickers Viscount nas rotas da British European Airways (BEA) e outras operadoras. Foi o segundo avião bimotor de carreira a jato a entrar em serviço, sendo o primeiro o avião francês Sud Aviation Caravelle. Por este motivo, foi possível obter vantagens de um motor com maior economia de combustível e menores custos para operar. Isto tornou o 1-11 popular, com metade das vendas iniciais para clientes dos Estados Unidos (ele é confundido com o McDonnell Douglas DC-9 por ele ser narrowbody e com cauda em "T").

## No Brasil

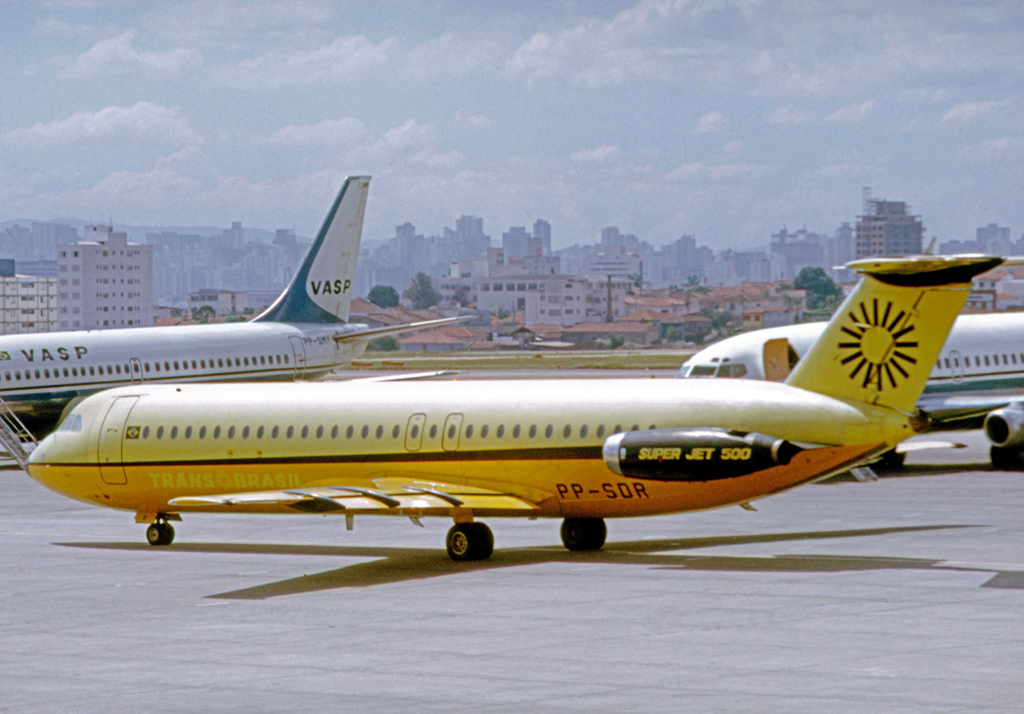
BAC 1-11-500 da Transbrasil, prefixo PP-SDR.

No Brasil, a aeronave foi introduzida para operação comercial pela companhia aérea paulista VASP, em seu modelo 400 (1968 a 1974). A VASP selecionou essa aeronave para a promoção da transição de sua frota-base, de aeronaves turboélice (Vickers Viscount), para uma frota de propulsão a jato puro. Posteriormente, os BAC 1-11 foram substituídos por unidades do Boeing 737.
Uma versão maior (modelo 500) foi utilizada pela Sadia/Transbrasil (1970 a 1978) com 10 unidades do avião. Estas aeronaves foram apelidadas de Jatão, pintadas em diferentes cores, seguindo o padrão semelhante ao usado pela norte-americana Braniff. 
O BAC 1-11 também foi utilizado na Força Aérea Brasileira (FAB) como avião presidencial do país.

## Acidentes
Em 4 de maio de 2002, o voo 4226 da empresa EAS Airlines operado por um BAC-111, caiu sobre várias casas alguns minutos depois de decolar do Aeroporto Internacional de Kano, na Nigéria. 74 passageiros que estavam no avião morreram, junto com mais 75 em solo, totalizando 149 mortes.
Em 10 de junho de 1990, um BAC 1-11 da British Airways que fazia o voo 5390 entre Birmingham, na Inglaterra e Málaga, na Espanha, sofreu uma  descompressão após uma janela mal-instalada no pára-brisas do avião se soltar. No incidente, o piloto Tim Lancaster foi sugado parcialmente para fora da aeronave. O copiloto Alastair Atchison fez um pouso de emergência em Southampton, na Inglaterra e nenhum passageiro saiu ferido, o piloto Tim Lancaster ficou gravemente ferido, mas não morreu.